# Fidjien
Le fidjien est une langue appartenant à la famille des langues austronésiennes, au groupe des langues malayo-polynésiennes orientales et plus précisément aux langues océaniennes (sous-groupe des langues fidjiennes orientales). Il est parlé dans les Fidji, dont il est une des langues officielles depuis 1997, avec l'anglais et le hindi des Fidji. Le fidjien est une langue VOS.

## Alphabet fidjien
L'alphabet fidjien s'écrit au moyen de l'alphabet latin, ne contient pas de diacritiques ni de lettres modifiées. L'alphabet comporte 23 lettres :
A B C D E F G I J K L M N O P Q R S T U V W Y
a b c d e f g i j k l m n o p q r s t u v w y

## Prononciation
- « b » est prononcé [mb] ;
- « c » est prononcé [ð] ;
- « d » est prononcé [nd] ;
- « dr » est prononcé [nr̃] ;
- « g » est prononcé [ŋ] ;
- « q » est prononcé [ŋg] ;
- « v » est prononcé [β]

Les voyelles comme les consonnes peuvent être courtes ou longues, mais cela n'est pas précisé dans l'écriture du fidjien.
L'accent tonique tombe sur l'avant-dernière voyelle du mot (une voyelle longue vaut deux voyelles) : itukutuku (« histoire »), kedatou (« nous »).

## Syntaxe
Le fidjien s'écrit normalement suivant l'ordre VOS : Verbe, Objet, Sujet :
- E rai (1) na no-na(2) vale (3) na gone (4).
- Voit (1) sa (2) maison (3) l'enfant (4).
- (L'enfant voit sa maison.)